# Abbaye Notre-Dame du Verger de Oisy-le-Verger
Pour les articles homonymes, voir Abbaye Notre-Dame.
L'Abbaye Notre-Dame du Verger (Ecclesia B. Marie de Vigulto), est une ancienne abbaye de religieuses de l'ordre cistercien fondée à Oisy-le-Verger, dans une zone humide de la vallée de la Sensée, vers 1225.

## Histoire
Jean de Montmirail et son épouse Isabeau ou Isabelle de Blois, fille de Thibaut V et de la princesse Alix de France, fonde l'abbaye (Abbatia de Magno Campo, in marisco de Oysi, que Virgultum Beate Marie dicitur) vers 1220-1225. Son cousin Bauduin d'Aubencheul et Oda, son épouse, donne à l'abbaye le bois de Vénerolles à Aubencheul entre la terre de Maurestor et le chemin de Villers et le  buiron du moulin de Palluel. Elle est bâtie dans le marais, deux rivières, l'Agache ou l'Hyrondèle, qui fait tourner le moulin qui est à l'intérieur du monastère, du côté d'Oisy, et la Sensée, font la clôture de l'abbaye. Les premières religieuses viennent de l'abbaye Sainte-Colombe de Blendecques, 40 religieuses de chœur et 16 sœurs converses.
En 1614, la justice de Oisy fait bruler vives des religieuses du Verger sous prétexte de commerce avec le démon.
En 1641, les religieuses se réfugient dans leur refuge de paix ou Metz à Douai, leur couvent est pillé 80 fois.
Le 8 mai 1789, l'abbaye est forcée et doit livrer trois cent razières de grain.
Le 13 février 1790, l'Assemblée constituante prononce l'abolition des vœux monastiques et la suppression des congrégations religieuses. L'abbaye est fermée. Les moniales quittent leur couvent vers la fin de l'année. L’inventaire de ses biens est dressé. L'abbaye est mise en vente, comme bien national, en 1791.

## Abbesses
Les abbesses sont appelées Madame.

Liste d'après Hugues Du Tems et Louis Boniface :
- ~1227 : Élisabeth, moniale de Blandecques, première abbesse.
- Élisabeth d’Aubigny, seconde abbesse.
- Marie I de Beaumetz, fille de Gilles II de Beaumetz
- ~1241 : Joye ou Joie de Belloeil
- ~1244 : Elizabeth ou Isabelle de Douai, fille du châtelain de Douai, Gauthier (Wautier) III de Douai et d’Agnès de Beaumetz[Note 1]
- Marguerite de Couchy ou Coucy
- Agnès de Vaulx
- Philippa I de Villers
- ~1298 : Marie II d'Estrée
- Marie III de Montigny
- ~1400 : Marie d'Arras, sœur de Jacques d'Arras[7]
- Jeanne I de Villers
- Jeanne II de Vertaing
- Philippa II
- Jeanne III de Mondescourt ou de Montrecourt
- Jacquette ou Jacoba I Lemoine ou Lesmoine
- Ide
- Sainte
- Aleyde ou Alix de Griboval
- Marie IV de Cerf ou Le Cerf
- Catherine I de Griboval
- Jacquette ou Jacoba II de Rouveroy
- Catherine II de Granges
- ~1545 : Barbe ou Barbara de Rocourt, 22e abbesse
- Charlotte de Rocourt
- 1548-1577 : Jeanne IV de Maugré
- Hiéronyme de Saint-Amand, pendant quarante ans
- 1588 : Marie de Haynin[8]
- Catherine III de la Chapelle
- ~1620 : Catherine IV de Bassecourt
- Anne Serrurier
- ~1658 : Magdeleine ou Madeleine de Bassecourt
- 1681 :Françoise de Franeau ou Frandeau ou Fraisneaux
- 1697-1711 : Aldegonde du Pret
- 1716-1726 : Florence Werbier ou Verbier ou Verbiest, prieure, puis coadjutrice en 1716
- 1762 : Victoire Lanciarre ou Lansiarre

## Reliquaire
- Sainte Épine[9]

## Patrimoine foncier
En 1233, les abbesses du Verger deviennent Dames seigneuriales de Scurvilers et d'Aubencheul, par la donation de Bauduin d'Aubencheul et d'Oda, son épouse. Elle possédait encore des terres à Aubencheul au moment de la révolution.
Le fief du petit Longâtre appartenait à l'abbaye, consistant en un droit de champart ou de soyeté à prendre sur le terroir de Sauchy-Gauchie, Rumaucourt et environs.